# 翠雲山
翠雲山，位於雲南省師宗縣葵山鄉馬廠村，距縣城約18公里，海拔498.2米，有三級油路直達。山谷口兩峰對峙，中間夾著一條狹窄山徑稱為翠雲關。山中有桂花岩、羅漢洞、月石、躍馬泉、鳴玉泉、試茗泉諸勝景，王安石、陸九韶等曾先後作詩於此。